# 基希海林根
基希海林根是德国图林根州的一个市镇。总面积16.51平方公里，总人口821人，其中男性424人，女性397人（2011年12月31日），人口密度50人/平方公里。